# Willy Aubameyang
Willy Aubameyang, właśc. William-Fils Aubameyang (ur. 16 lutego 1987 w Paryżu) – gaboński piłkarz występujący na pozycji napastnika. Jego dwaj bracia – Catilina i Pierre-Emerick oraz ojciec Pierre również są piłkarzami.

## Kariera klubowa
Willy Aubameyang urodził się w Paryżu, ale ma gabońskie korzenie. Jako junior trenował we francuskich Ivry i Créteil oraz włoskiej Triestinie, natomiast później trafił do Primavery Milanu. Tam radził sobie dosyć dobrze, dzięki czemu w sezonie 2007/2008 został włączony do dorosłej kadry Milanu. Rywalizacja o miejsce w ataku „Rossonerich” była jednak na tyle duża, że Aubameyang rzadko kiedy zasiadał choćby na ławce rezerwowych. Swojego pierwszego gola dla „Rossonerich” Aubameyang zdobył na początku stycznia 2007 w meczu o Trofeo Luigi Berlusconi przeciwko Juventusowi. 20 grudnia tego samego roku w meczu Pucharu Włoch z Catanią francuski zawodnik zaliczył swój oficjalny debiut w barwach Milanu.
27 sierpnia 2008 Aubameyang został wypożyczony do Avellino. W nowym klubie po raz pierwszy wystąpił 31 sierpnia w przegranym 1:3 w pojedynku Serie B przeciwko Livorno. W sezonie 2008/2009 w 30 ligowych meczach strzelił 1 gola, po czym 31 sierpnia 2009 został wypożyczony do grającego w drugiej lidze belgijskiej KAS Eupen. 31 sierpnia 2010 wypożyczono go do AC Monza. Następnie grał w: Kilmarnock, Sapins FC, rezerwach AS Saint-Étienne, rezerwach Borussii Dortmund i FC Kray.

## Kariera reprezentacyjna
W reprezentacji Gabonu Aubameyang zadebiutował 6 czerwca 2009 w wygranym 3:0 meczu z Togo rozegranym w ramach eliminacji do Mistrzostw Świata 2010.